# Sisa István
Ez a szócikk a magyar közíróról szól. A nógrádi betyárt lásd itt: Sisa Pista.
Sisa István, Stephen Sisa (Budapest, 1918. június 3. – Huddleston, 2012. november 20.) magyar közíró.

## Élete
A világháború után egy ideig Ausztriában, majd Németországban élt, ezen idő alatt osztrák és német lapokba írt, illetve munkatársa volt az ottani rádióknak. 1951-ben vándorolt ki az Amerikai Egyesült Államokba. Az ő nevéhez fűződik az Exiled Europe című folyóirat megalapítása, ez később átalakultáson ment keresztül, s létrejött belőle a Free World Review c nemzetközi orgánum, melynek az 1950-es és 1960-as években főszerkesztője volt. Többnyire magyar és angol nyelvű tanulmányokat és cikkeket írt, melyeknek témái a magyar történelem illetve a demográfiai problémák. 1989-től cikket közölték a Hitel, az Új Magyarország, a Heti Magyarország, a Magyar Fórum és egyéb lapok is.

## Munkái
- The spirit of Hungary: A Panorama of Hungarian History and Culture (Stephen Sisa néven, Rákóczi Fundation, Toronto, Ontario, 1983)
- America's Amazing Hungarians (Portola Valley, California, 1987)
- Nemzet határok nélkül (Árpád Könyvkiadó Vállalat, Cleveland, Ohio, 1993)
- Magyarságtükör. Nemzet határok nélkül; Püski, Bp., 2001
- Őrtállás Nyugaton (Vista, Morristown, New Jersey, 2004)

## Díjai, elismerései
- 2011 – A Magyar Köztársasági Érdemrend középkeresztje (polgári tagozata)[3]